# Односи Црне Горе и Украјине
Односи Црне Горе и Украјине су инострани односи Црне Горе и Украјине.

## Односи
Украјина је званично признала Црну Гору 19. јуна 2006. године. Дипломатски односи између двије државе успостављени су 22. августа 2006. године.
Године 2013, је у Кијеву откривен споменик Његошу.
Влада Црне Горе је отворено подржала санкције ЕУ и САД против Русије због кризе у Украјини од 2014.

### Дипломатски представници

#### У Кијеву
- Љубомир Мишуровић, амбасадор[3]
- Жељко Радуловић, амбасадор, 2008. -[1]

#### У Подгорици
- Тетиана Волкова, отправник послова[4]
- Оксана Слусаренко, амбасадор, 2008. -[1]